# ヤヌシュ・オレイニチャク
ヤヌシュ・オレイニチャク（ポーランド語: Janusz Olejniczak [ˈjanuʂ ɔlɛjˈɲit͡ʂak]、1952年10月2日 - 2024年10月20日）はポーランドのクラシック音楽のピアニスト・音楽教育者ならびに俳優である。ピアニストとして国際的に活動し、特にフレデリック・ショパンのピアノ曲の専門家として、モダン楽器とピリオド楽器の両方で演奏や録音を残した。1991年のフランス映画『ソフィー・マルソーの愛人日記』にショパン役で出演し、2002年には映画『戦場のピアニスト』のサウンドトラックでピアノ演奏を行うとともに、映画本編では手の吹き替えで出演した。

## 経歴

### 生い立ち
1952年10月2日にヴロツワフに生まれる。6歳でピアノを始める。ワルシャワに引っ越してルイザ・ヴァレフスカにピアノを師事。1967年から1969年までリシャルト・バクストとズビグニェフ・ドジェヴィェツキの指導を受けた。1970年に第8回ショパン国際ピアノコンクールに6位入賞し、2年後のナポリ・アルフレード・カゼッラ・ピアノコンクールに4位入賞を果たした。パリに留学して1971年から1973年までコンスタンティーヌ・シュマラン（Constantine Schmaeling）やヴィトルト・マウツジンスキに師事。ポーランドに帰国するとワルシャワ国立高等音楽学校にてバルバラ・ヘッセ＝ブコフスカに師事する。1977年から1978年まで、ワルシャワにてヴィクトル・メルジャーノフに、またエッセン・フォルクヴァング芸術大学にてパウル・バドゥラ＝スコダに師事して、大学院の課程を修了した。

### 演奏活動
ショパン作品の専門家として名高いが、レパートリーはベートーヴェンやシューベルト、シューマン、ラヴェル、プロコフィエフの作品が含まれている。ヴォイチェフ・キラールなどの現代音楽も手掛けており、ギヤ・カンチェリのピアノと管弦楽のための｟ワルツ・ボストン｠を1979年に初演した。オレイニチャクはショパン作品を現代ピアノと歴史的ピアノの両方で併行して演奏した。後者については、エラールやプレイエルのフォルテピアノを使用し、ダス・ノイエ・オルケスター（クリストフ・シュペリング指揮）や18世紀オーケストラ（フランス・ブリュッヘン指揮）と共演して演奏や録音を行なった。

### 教育活動
オレイニチャクはクラクフ音楽アカデミーで4年間教鞭を執り、ポーランドやカナダ、アメリカ合衆国、日本でマスタークラスを開いた。ショパン国際ピアノコンクールや、2018年からはショパン国際ピリオド楽器コンクールなど、世界的なピアノコンクールの審査員に名を連ねた。

### 録音
録音活動も盛んに行い、放送局のための音源や、ポーランド・日本・フランスのレコード会社にCDのための音源を残した。ラモーやモーツァルト、リスト、シューベルト、プロコフィエフの作品に加えて、ヘンリク・グレツキの作品（ピアノ協奏曲やチェンバロ協奏曲、カヤ・ダンチョフスカとの共演によるヴァイオリン曲集）を録音したが、特筆すべきはショパン作品であり、｟ピアノ協奏曲第1番｠や｟ポーランド民謡による大幻想曲｠のほかに、｟ピアノ・ソナタ第2番｠や｟ロンド変ホ長調｠などのピアノ独奏曲を録音した。『グラモフォン』誌の評論家は、1849年製エラール・ピアノによるショパンのマズルカ全曲録音について、「音色やニュアンスの微妙な変化」に満ちており、ルバートは決してダンスのリズムを脅かさないと記した。メゾソプラノ歌手のステファーニャ・トチスカと共演してショパンの｟17のポーランドの歌｠も録音した。
オレイニチャクの録音はポーランドの音楽賞「フリデリク」を7回受賞しており、シンフォニア・ヴァルソヴィア（グジェゴシュ・ノヴァーク指揮）との共演によるショパンのピアノ協奏曲集は、1995年に音楽誌『Studio』により年間アルバム賞にノミネートされた。

### 俳優
ショパン作品の演奏に加えて、実際の顔立ちがショパンに似ていることからアンジェイ・ジュワフスキ監督の1991年の映画『ソフィー・マルソーの愛人日記』にショパン役で起用された。ロマン・ポランスキー監督の映画『戦場のピアニスト』では、サウンドトラックのためにピアノ演奏を行なっただけでなく、主役のエイドリアン・ブロディーのために映画本編で手の吹き替えで出演した。

### 晩年
心臓発作により2024年10月20日に他界した。72歳没。

## 栄誉
オレイニチャクは、2000年にポーランド復興勲章第4等を。2003年にポーランド文化省より年間賞を、2005年にはポーランド文化勲章グローリア・アルティス・メダルを、2010年にはポーランド経済名誉真珠賞を授与された。